# Техно-хоррор
Техно-хоррор — поджанр фантастики и ужаса, который фокусируется на проблемах и страхах технологии. Произведения часто являются предостережениями, созданными в периоды быстрого технологического прогресса, которые выражают опасения по поводу конфиденциальности, свободы, индивидуальности и неравенства в благосостоянии. Они часто происходят в условиях антиутопии.

## Критерии
Техно-хоррор фокусируется на том, как технология может быть прямой или косвенной силой зла. Прямое зло, например, смерть, вызвано непосредственно технологией; или косвенное, например, обсуждение силы технологии и возможности использования людьми в качестве средства вымогательства и эксплуатации других. Он опирается на элементы научной фантастики или фэнтези, которые отличают его от жанра техно-триллер.

## История
Свержение или уничтожение человеческой расы механическими автоматонами, вероятно, является древнейшей формой техно-хоррора, с такими примерами, как греческий миф о Талосе, датируемый 400 годом до нашей эры.
Роман Шелли «Франкенштейн, или Современный Прометей» широко считается первым научно-фантастическим романом, и его можно интерпретировать как основную предпосылку технологического прогресса, приводящего к созданию опасных искусственных существ. Тем не менее, этот роман больше опирается на страхи перед запретными знаниями, чем на технологии, и не является техно-хоррором в надлежащем смысле.
Искусственные формы интеллекта стали предметом дебатов в середине 19-го века после теорий эволюции. Статья Сэмюэла Батлера «Дарвин среди машин» — научно-популярное эссе, в котором обсуждались возможные риски и возможность того, что человеческая раса будет заменена мыслящими машинами
Еще одна ранняя форма техно-хоррора в кино — ядерный террор. В Японии Годзилла был метафорой атомных бомбардировок Хиросимы и Нагасаки. В США Холодная война вызвала страх перед ядерной энергией и радиацией, особенно последствиями бомбардировок и опасностью испытаний оружия для гражданских лиц. Например, в фильме «Ночь живых мертвецов» ядерная радиация является причиной зомби-апокалипсиса.
Другие произведения, происходящие в основном из J-Horror, связаны с классическими ужасами, такими как призраки, духи или проклятия, распространяющие, путешествующие или общающиеся через высокотехнологичные СМИ, такие как компьютерные сети, мобильные телефоны и камеры. Здесь технология является не угрозой сама по себе, а проводником для тёмных сил. Поджанр особенно популярен на Западе и в Японии и, вероятно, находился под влиянием мифов и легенд, связанных с феноменом электронного голоса.